# U-Bahn-Station Gasometer
Gasometer is een metrostation in het district Simmering van de Oostenrijkse hoofdstad Wenen. Het station werd geopend op 2 december 2000 en wordt bediend door lijn U3. De naam is te danken aan de gashouders van de gasfabriek die hier van 1896 tot 1984 in bedrijf was.

## Geschiedenis
Op 26 januari 1968 werd besloten om een metronet aan te leggen met drie lijnen. De nadere uitwerking van het metronet, de U-Bahn-Netzvariante M uit 1970, omvatte een veel groter net met verlengingen die pas later zouden worden toegevoegd. In dit grotere net was de U3 opgenomen die via Erdberg het centrum met de linkeroever zou verbinden, terwijl de U2 via de Enkplatz verder naar het zuiden zou lopen onder de Simmeringer Hauptstraße.
Dit geplande net kende lijnen met vertakkingen in de buitenwijken, een concept dat in de jaren 80 van de 20e eeuw is losgelaten. De bouw van het eerste deel van de U3 begon in november 1983 tegelijk met de bouw van het depot in Erdberg. De plannen voor de verlenging van de lijn tot Simmering voorzagen niet in een station bij de gasfabriek maar een prijsvraag voor het hergebruik van het terrein leidde ertoe dat het station in 1995 in de plannen werd ingevoegd.

## Omgeving en inrichting
De monumentale gashouders, symbolen van de industrialisering, werden tussen 1999 en 2001 herbestemd tot woningen, een studentenhuis, een winkelcentrum, het stads en deelstaatarchief van Wenen, de concertzaal Bank-Austria-Halle en een megabioscoop.
Het station heeft twee zijperrons die beide met een vaste trap, een roltrap en een lift zijn verbonden met de stationshal aan de Rosa-Fischer-Gasse, vlak naast de hoofdingang van de Gasometer. Het station is op werkdagen het eindpunt van buslijn 72A.

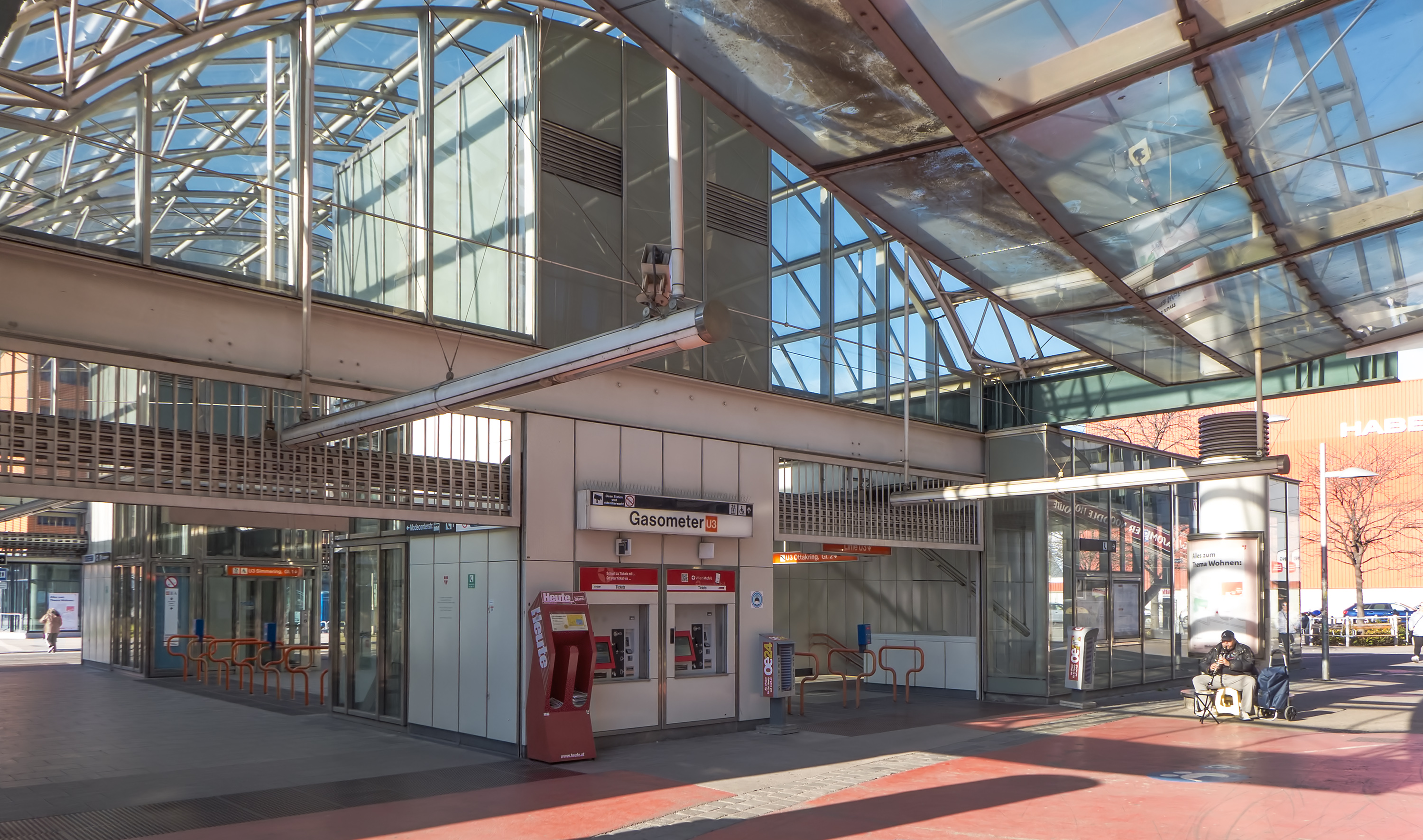
De stationshal.
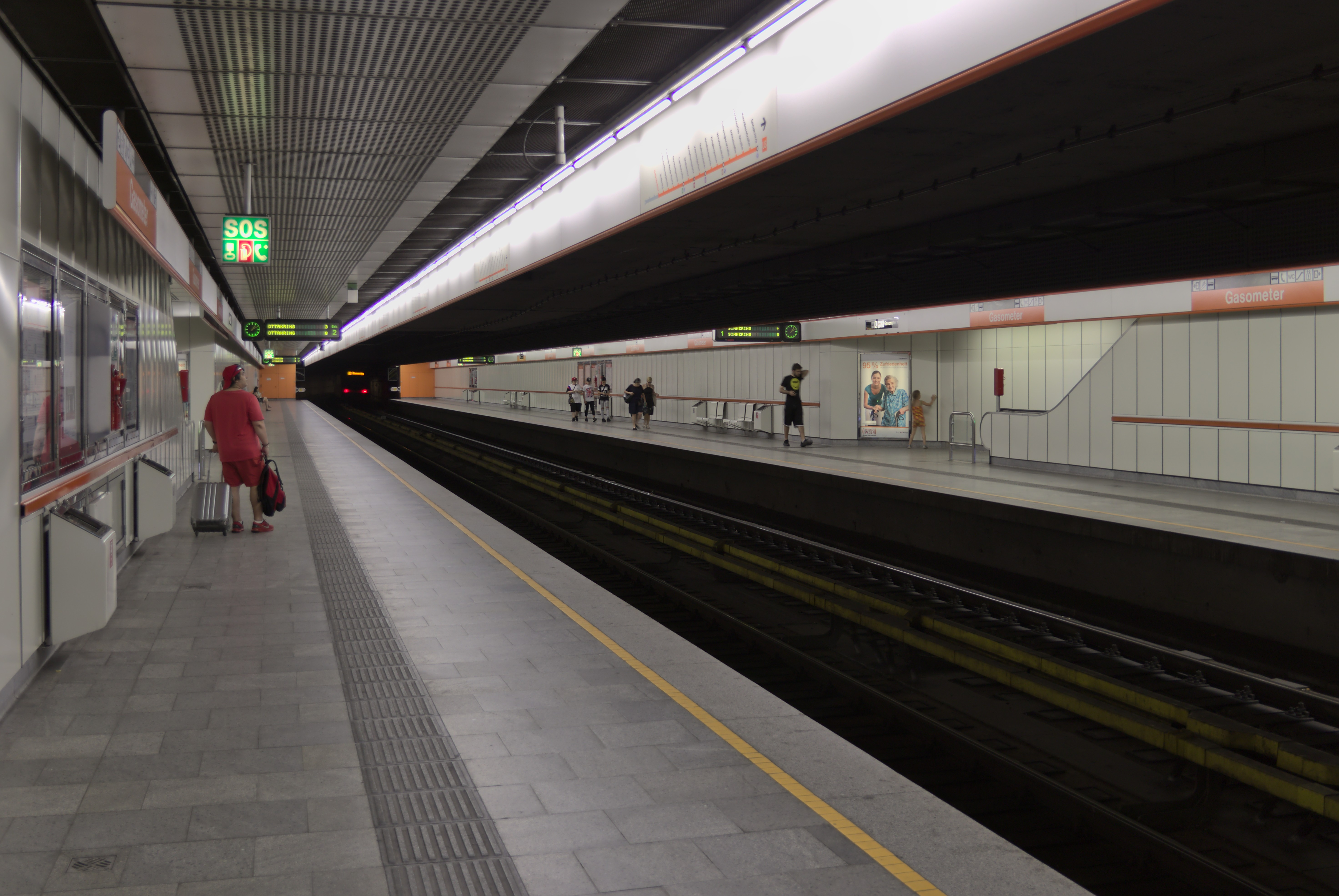
Ondergronds.